# Pieter de Jode I

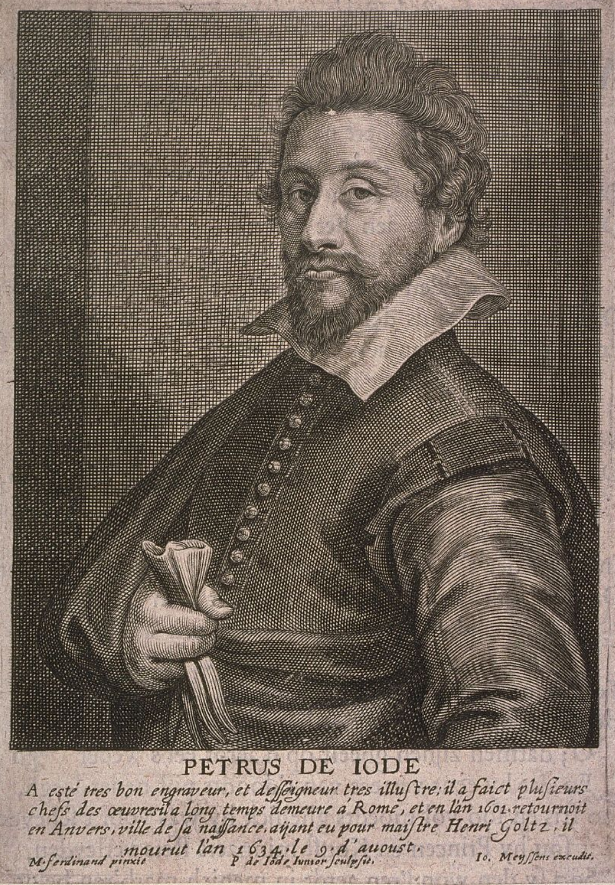
Pieter de Jode el Viejo, según dibujo de M. Ferdinand, grabado por Pieter de Jode el Joven.

Pieter de Jode, llamado Pieter de Jode I o el Viejo y Petrus de Iode (Amberes, 1573-9 de agosto de 1634), fue un grabador, dibujante y editor flamenco.

## Biografía
Bautizado el 31 de agosto de 1573, Pieter aprendió dibujo y grabado con su padre, el grabador y cartógrafo Gerard de Jode, y completó su formación artística con Hendrick Goltzius. En 1590 viajó a Italia. Trabajó en Venecia, Siena y Roma, donde copió y grabó obras de Tiziano, Giulio Romano y Jacopo Bassano. En 1599 se encontraba de retorno en Amberes, donde fue admitido en la guilda de San Lucas, de la que fue elegido decano en 1608. Casó con Susana Verhulst, cuñada de Jan Brueghel el Viejo, con quien colaboró en alguna ocasión. En 1631 y 1632 vivió en París con su hijo Pieter de Jode II, quien continuó el oficio paterno. Tuvo como discípulo, entre otros, a Pedro Perret.
Pieter realizó grabados de reproducción de cuadros, entre otros, de Bartholomeus Spranger, Sebastian Vrancx, Otto van Veen, Anton van Dyck y Peter Paul Rubens. Los grabados que dedicó a los maestros italianos sirvieron de fuente a Karel van Mander. 